# Boadilla de Rioseco (kommun i Spanien)
Boadilla de Rioseco är en kommun i Spanien.   Den ligger i provinsen Provincia de Palencia och regionen Kastilien och Leon, i den norra delen av landet, 220 km nordväst om huvudstaden Madrid. Antalet invånare är 129.